# Helicteres isora
Helicteres isora oder der Haselnussblättrige Schraubenbaum, ist ein Strauch oder kleiner Baum in der Familie der Malvengewächse aus Indien, Pakistan, Nepal bis nach Südostasien und Südchina.

## Beschreibung

### Vegetative Merkmale
Helicteres isora wächst als Strauch oder kleiner Baum etwa 4–8 Meter hoch. Die Borke ist relativ glatt und gräulich bis bräunlich.
Die gestielten, dünnen, papierigen Laubblätter sind einfach und wechselständig angeordnet. Sie sind bis 20 Zentimeter lang und rundlich, elliptisch oder eiförmig bis verkehrt-eiförmig. Der dickliche, feinhaarige Blattstiel ist bis 2,5 Zentimeter lang. Sie sind am Rand gesägt bis leicht gelappt, mit einer stumpfen, leicht herzförmigen Basis und einer spitzen oder bespitzten Spitze. Die Blätter sind mehr oder weniger behaart, unterseits dicht, sowie etwas filzig und oberseits spärlicher und rauhaarig. Die Nervatur ist drei- bis fünfzählig. Die kleinen Nebenblätter sind abfallend.

### Generative Merkmale
Die zwittrigen, gestielten und duftenden Blüten stehen achselständig und einzeln auf einem kurzen Schaft oder zymös in kleinen Gruppen bis zu 5 auf einem kurzen Blütenstandsstiel. Die Blüten sind fünfzählig und mit doppelter Blütenhülle. Unten am Blütenstiel, an der Rhachis, sitzen zwei Drüsen, extraflorale Nektarien, und ein kleines, linealisches Deck- sowie zwei kleine, linealische Vorblätter. Die zwei Tage blühenden Blüten sind dichogam und für einen Tag proterandrisch (vormännlich).
Der Kelch ist senfgelb, außen feinhaarig und glockenförmig verwachsen mit 5 ungleichen, kleineren Zipfeln. 3 Zipfel sind frei und 2 fast ganz verwachsen, unten im Kelch sitzen Nektardrüsen. Zur Fruchtreife löst sich oft der Kelch von seiner Basis und wandert nach oben, wo er dann relativ frei am Fruchtstiel (Androgynophor) hängt. Die 5 ungleichen und länglichen, anfänglich, in der vormännlichen Phase, bläulichen und dann orangen bis roten Petalen sind genagelt, mit zurückgelegter Platte. 3 Petalen sind kleiner, schmaler und sitzen mit einem längeren, oben geöhrten Nagel, am Androgynophor, die 2 größeren, breiteren Petalen, mit einem kürzeren und oben leicht geflügelten Nagel, sitzen unten im Kelch. An den Petalen sind innen, mehr oder weniger, kleine, rötliche Drüsenhaare vorhanden.
Das grünliche bis weiß-rote, etwas seitlich stehende Androgynophor ist lang und vorstehend. Oben, 90° abgewinkelt sitzt der kleine, feinhaarige und fünfteilige Fruchtknoten, er besteht aus fünf einkammerigen einzelnen Fruchtblättern (apokarp), mit fünf kurzen, fast verwachsenen und nach oben abgebogenen, weißlichen und etwas vorstehenden Griffeln mit länglichen Narben. Um den Fruchtknoten herum sind 10 kurze, etwa zu 2/3 röhrig verwachsene Staubblätter, die ebenfalls im 90° Winkel zum Androgynophor stehen, mit rötlichen, ausladenden Staubbeuteln und innen 5 kurze Staminodien vorhanden.
Es werden 5 spiralig, zu einer tauartigen Walze, ineinander verdrehte, dunkelbraune, feinhaarige und bis 4–8 Zentimeter lange, geschnäbelte Balgfrüchte oder nach anderer Auffassung Kapselfrüchte gebildet. Sie öffnen sich entlang der inneren Naht und enthalten jeweils 20–25, etwa 2–2,5 Millimeter lange und dunkelbraune Samen. Die leicht warzigen Samen sind eiförmig bis rhombisch oder zylindrisch.
Die Chromosomenzahl beträgt 2n = 18.

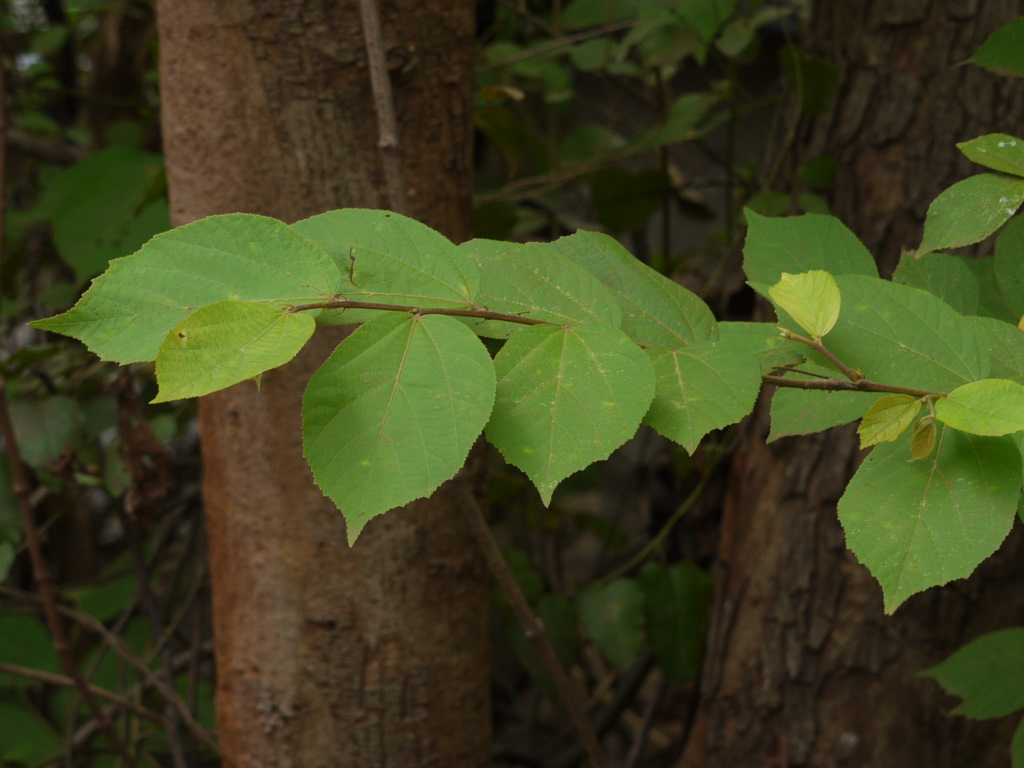
Blätter
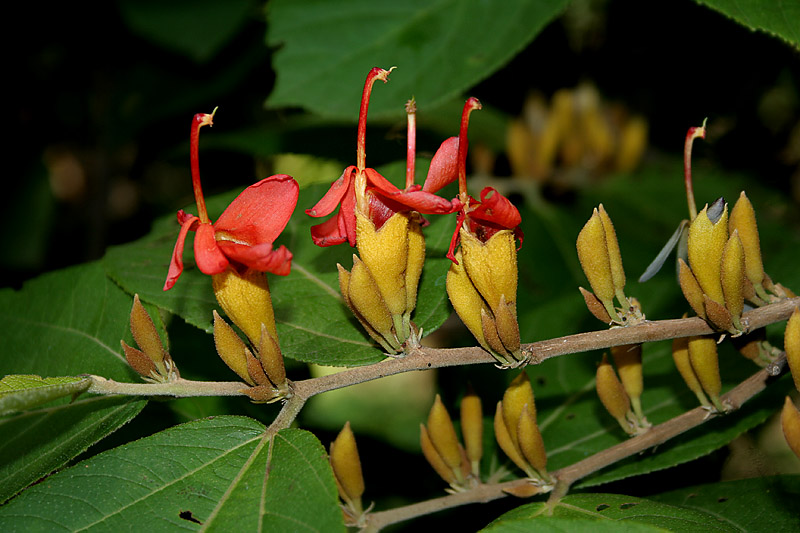
Blüten
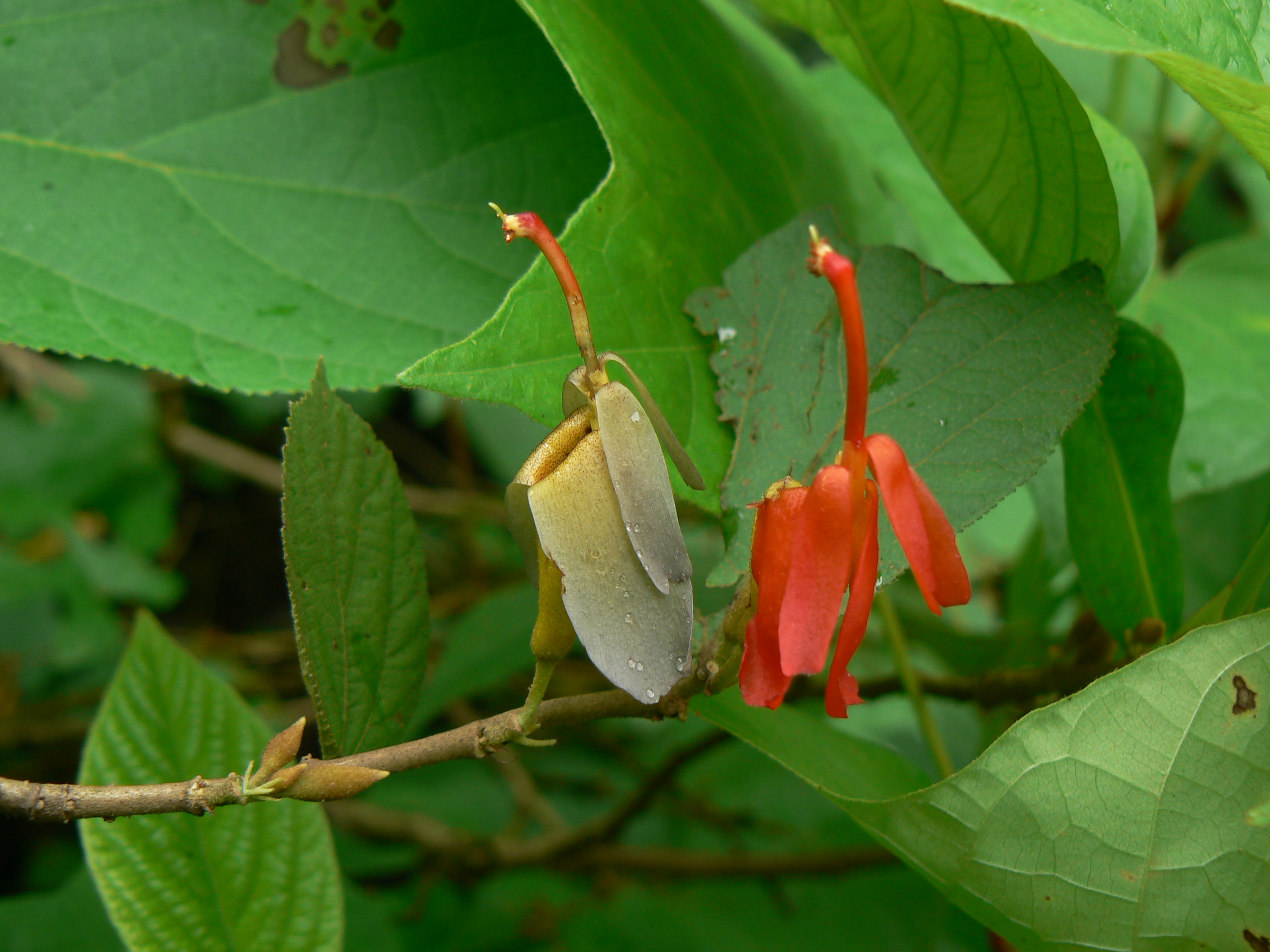
Bläuliche, vormännliche Blüte und eine rote in der weiblichen Phase
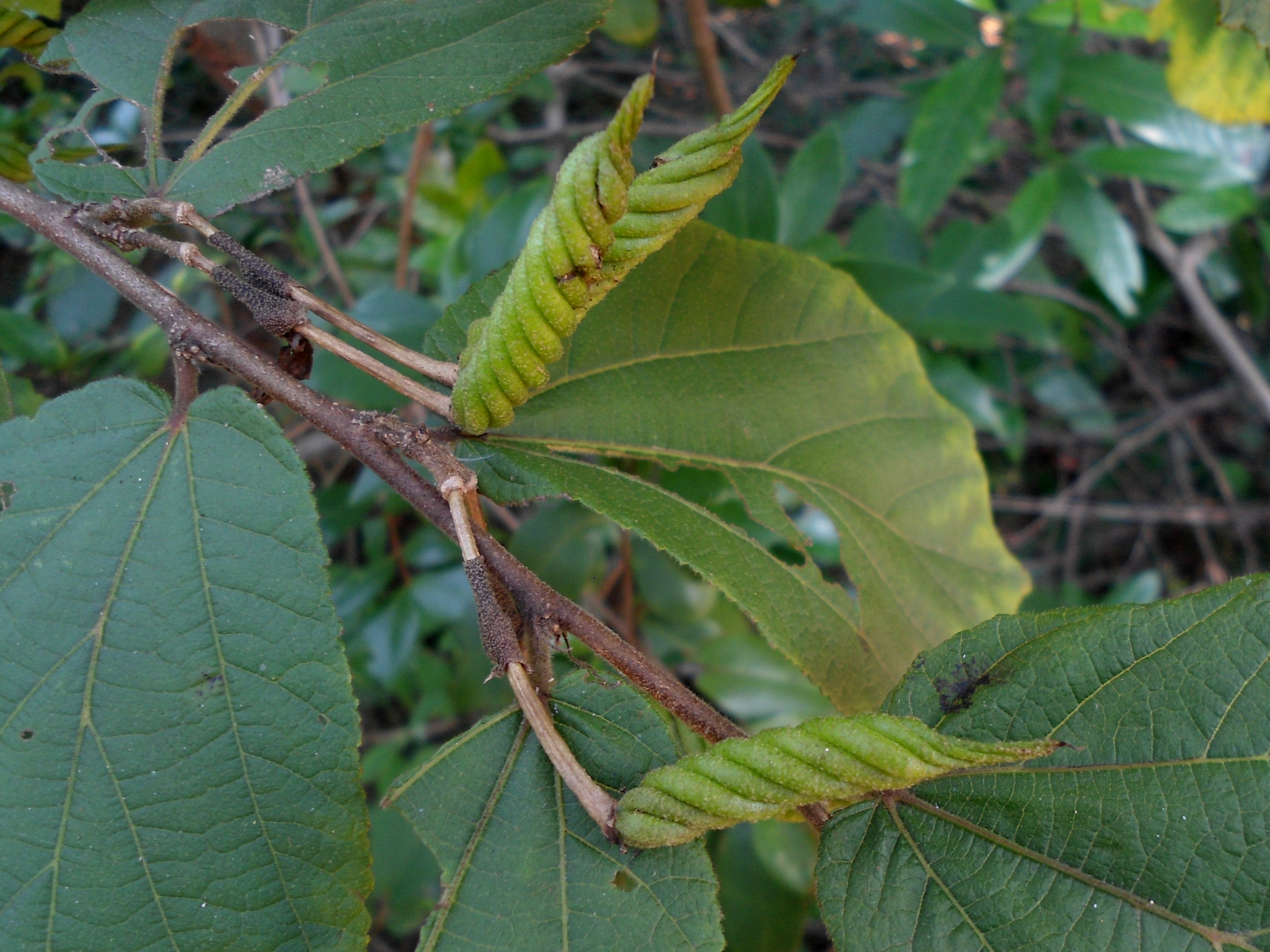
Noch unreife Früchte mit jeweils einem heraufgewanderten Kelch
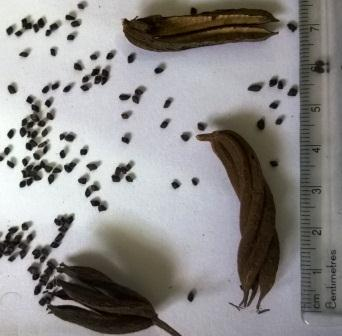
Reife Früchte und Samen